# Esrum Sø
Esrum Sø – jezioro w Danii, w północno-wschodniej części wyspy Zelandii. Jest drugim jeziorem pod względem powierzchni w tym kraju i największym pod względem objętości wody. 

## Położenie
Jezioro leży w północno-wschodniej części duńskiej wyspy Zelandia położonej w zachodniej części Morza Bałtyckiego. Administracyjnie przynależy do gmin Fredensborg, Gribskov, Helsingør i Hillerød w Regionie Stołecznym. Znajduje się około 40 km na północ od Kopenhagi.
Swym zasięgiem jezioro obejmuje Park Narodowy Kongernes Nordsjælland.

## Opis
Jezioro ma kształt wanny ze stromymi zboczami nieopodal brzegu i duże stosunkowo płaskie, skaliste dno. Zasila je kilka małych strumieni. Wodę z jeziora odprowadza rzeka Esrum Å, która płynie w kierunku północnym przez miejscowość Esrum i uchodzi do morza w Dronningmølle.
Na zachód od jeziora rozpościera się las Gribskov. Na jego wschodnim brzegu, w Fredensborg znajduje się zamek królewski wraz z ogrodem należący do duńskiej rodziny królewskiej.

## Morfometria
Jezioro jest długie na 9 km, a jego szerokość waha się od 3 do 4 km. Maksymalna głębokość wynosi 22,3 m, średnia zaś 13,5 m. Powierzchnia zlewni wynosi 62 km². Ma powierzchnię 17,3 km² i jest drugim pod tym względem jeziorem w Danii po ponad dwukrotnie większym Arresø, które położone jest około 15 km na zachód. Esrum Sø jest największym jeziorem w Danii pod względem objętości, która wynosi 233 mln m³ wody. Czas retencji wody w jeziorze wynosi 12,7 lat. Lina brzegowa ma długość 27 km.

## Historia

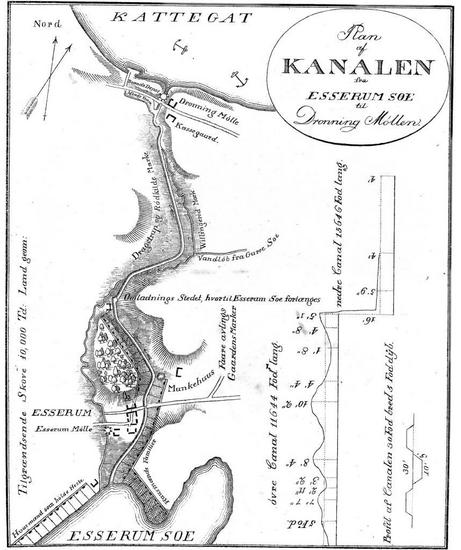
Przebieg Esrum Kanal.

Jezioro powstało w czasie ostatniego zlodowacenia, prawdopodobnie w zagłębieniu utworzonym po wytopieniu się bryły lodu.
W latach 1802–1805 wybudowano Esrum Kanal. Przy budowie kanału o długości 9 km, szerokości 9 m i głębokości 1,5 m pracowało 400 osób pod kierownictwem Adolpha von der Reckego. Byli to głównie więźniowie, żołnierze i chłopi z okolicy. Był wykorzystywany przez barki z drewnem opałowym jako droga wodna z lasu Gribskov na północne wybrzeże Zelandii i dalej do Kopenhagi. Brzegami kanału i zachodnim brzegiem jeziora biegła ścieżka holownicza. Transport tym szlakiem odbywał się do 1973 roku. W owym czasie poprawił się stan dróg kołowych, a w 1880 otwarto linię kolejową Gribskovbanen. Dziś kanał jest wyschnięty. Można go zwiedzać wzdłuż ścieżki edukacyjnej.
W XIX wieku w Sørupie istniały pralnie, które korzystały z wód jeziora. W 1876 duński malarz Hans Ole Brasen uwiecznił scenerię prania na swym obrazie.

## Przyroda
Esrum Sø jest jednym z najczystszych jezior w Danii. W 1971 r. na południowym krańcu jeziora ustanowiono rezerwat ptaków Møllekrogen. Najczęściej spotykane tu gatunki ptaków to gągoł, łyska zwyczajna, krzyżówka, czernica, perkoz dwuczuby, łabędź niemy, a w ostatnich latach także znaczna ilość kormoranów. Ptactwo można podziwiać z dwóch wież obserwacyjnych. Jezioro jest objęte programem Natura 2000. Wzdłuż jego brzegów rozlokowane są skrzynki lęgowe. Esrum Sø dzięki wielostronnym badaniom naukowym jest jednym z najlepiej zbadanych jezior na świecie.
Wśród najczęściej spotykanych w jeziorze gatunków ryb są troć jeziorowa, węgorz europejski, szczupak, okoń, jazgarz, leszcz, płoć, lin i ukleja.

## Turystyka
Pływanie w jeziorze Esrum jest dozwolone. W 2014 roku we Fredensborgu otwarto kąpielisko. Istnieje możliwość wypożyczenia kajaków od 15 kwietnia do 12 października. Nad jeziorem rozlokowane są liczne pola biwakowe. W okresie od 1 maja do 30 września odbywają się zorganizowane rejsy po jeziorze. Od 1972 roku corocznie organizowany jest 27–kilometrowy bieg wokół jeziora Esrum Sø Rundt.
Ze względu na ochronę ptaków, kitesurfing jest tu zakazany. Łodzie i żaglówki poruszające się po jeziorze nie mogą przekraczać 7 metrów długości i 2,50 metra szerokości. Przystanie znajdują się we Fredensborgu i Sørupie. Komercyjne połowy ryb zakończyły się w 1997 r. Obecnie popularne jest tu wędkarstwo.

## Jezioro w kulturze

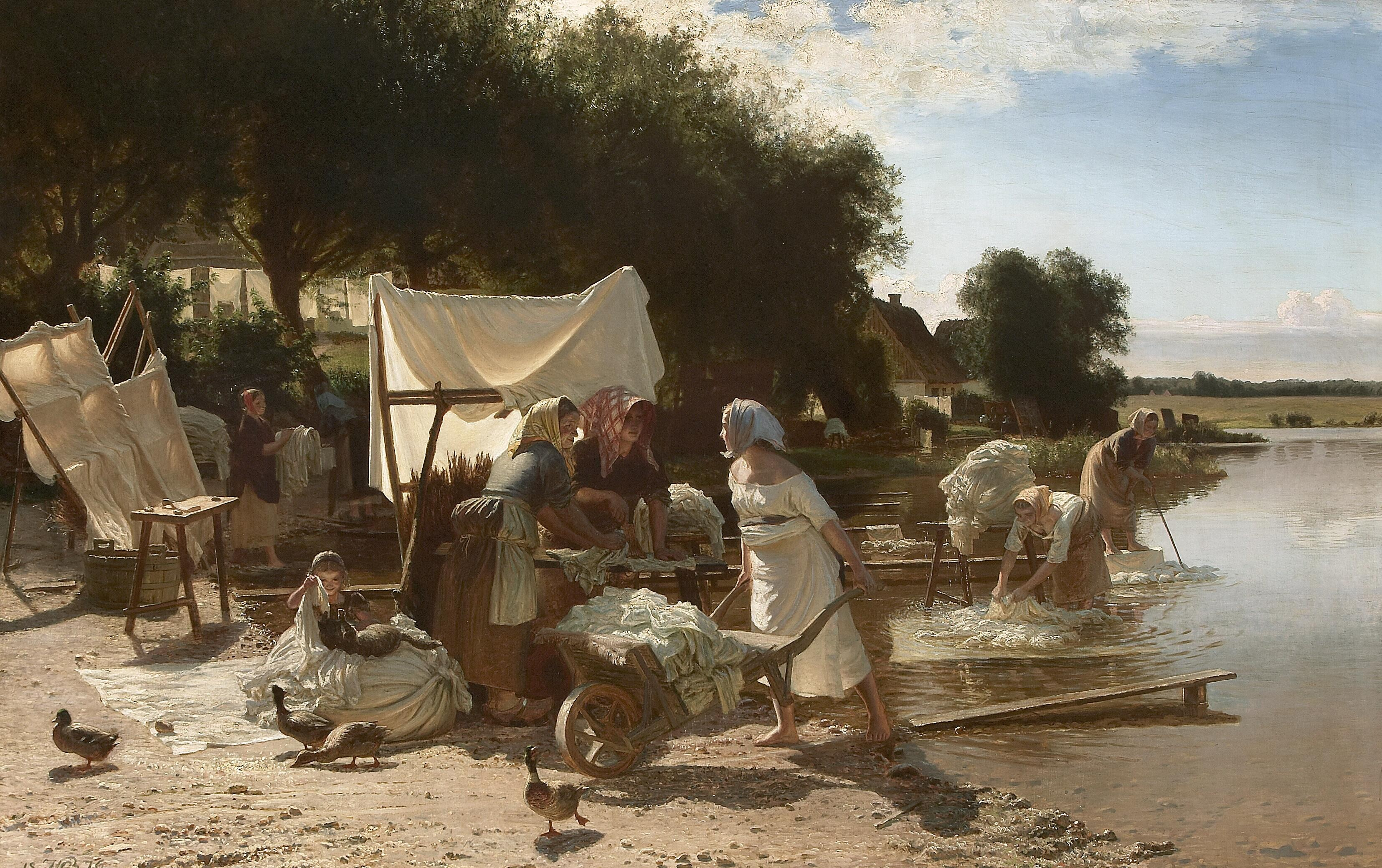
H.O. Brasen, Vaskepladsen i Sørup ved Fredensborg, 1876.

Esrum Sø często było uwieczniane na obrazach. Wśród artystów, którzy malowali to jezioro, byli m.in. Hans Ole Brasen, Johan Christian Clausen Dahl, Carsten Henrichsen, Peder Mønsted, Dankvart Dreyer i Vilhelm Groth.